# سیارک ۱۲۵۴۰
سیارک ۱۲۵۴۰ (به انگلیسی: 12540 Picander، نامگذاری:1998OU9) دوازده هزار و پانصد و چهلمین سیارک کشف شده‌است که در ۲۶ ژوئیه ۱۹۹۸ کشف شد.
قدر مطلق سیارک برابر ۳۲.۳ است.